# Jean-Claude Hernandez
Pour les articles homonymes, voir Hernandez.
Jean-Claude Hernandez, né le 15 décembre 1936 à Oran (Algérie), est un footballeur français qui évoluait au poste de gardien de but.

## Biographie
Le 7 octobre 1962 il est le premier gardien de but dans le championnat de France à marquer un but (AS Monaco - Valenciennes : 3-1), d'une reprise de volée des 20 mètres,. Il terminait le match exceptionnellement au poste d'attaquant après une blessure au bras. Les gardiens Grégory Wimbée en 1996 puis Ali Ahamada en 2012 le rejoignent dans ce club très fermé des gardiens-buteurs dans le « jeu » en première division, même si ces derniers évoluaient au poste de gardien au moment de marquer. Pour l'ASM, Danijel Subasic l'a réussi en Ligue 2, sur coup franc direct.

## Carrière de joueur
- 1959-1960 : FC Sète 34 (D2)
- 1960-déc. 1960 : FC Sochaux (D2)
- déc. 1960-1968 : AS Monaco (Division 1, 265 matchs, 1 but) [3]
- 1969-1972 : US Boulogne (Division 2) [4],[5]
- 1972-1973 : SM Caen (Division 2) [6],[7]

## Palmarès
- Double champion de France avec l'AS Monaco (1961 et 1963)
- Vainqueur de la coupe de France avec l'AS Monaco (1963)